# Уфа (Пермский край)
Уфа — деревня в Кунгурском районе Пермского края в составе Кыласовского сельского поселения.

## География
Находится в северной части Кунгурского района у левого берега реки Сылва менее чем в 7 километрах от села Кыласово по прямой на восток-юго-восток.

## Климат
Климат умеренно-континентальный с продолжительной снежной зимой и коротким, умеренно-тёплым летом. Средняя температура июля составляет +17,8 °С, января −15,6 °С. Среднегодовая температура воздуха составляет +1,3 °С. Средняя продолжительность периода с отрицательными температурами составляет 168 дней и продолжительность безморозного периода 113 дней. Среднее годовое количество осадков составляет 539 мм.

## История
Деревня известна с 1879 года как выселок.

## Население
Постоянное население составляло 78 человек в 2002 году (100 % русские), 63 человека в 2010 году.